# Маље Крштјењани
Маље Крштјењани (слч. Malé Kršteňany) насељено је мјесто са административним статусом сеоске општине (слч. obec) у округу Партизанске, у Тренчинском крају, Словачка Република.

## Становништво
| Година:    | 1994. | 2004.    | 2014.   | 2024.   |
| ---------- | ----- | -------- | ------- | ------- |
| Број људи: | 449   | 514      | 543     | 525     |
| Разлика:   |       | +14,47 % | +5,64 % | -3,31 % |

| Година:    | 2023. | 2024.   |
| ---------- | ----- | ------- |
| Број људи: | 521   | 525     |
| Разлика:   |       | +0,76 % |

Према подацима о броју становника из 2011. године насеље је имало 525 становника.